# Estreito de Nevelskoy

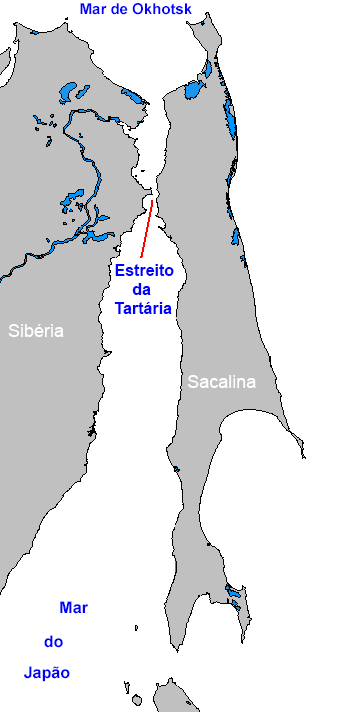
O estreito da Tartária liga o mar de Okhostsk ao mar do Japão.

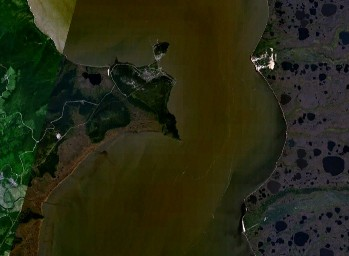
Imagem de satélite do estreito de Nevelskoy

O estreito de Nevelskoy (em russo:  Пролив Невельского) é um estreito entre a Eurásia e a ilha Sacalina, que liga o estreito da Tartária com o Amur Liman (o estuário do rio Amur). Recebeu o nome do capitão Gennady Nevelskoy, que em 1849 defenitivamente estabeleceu que o estreito da Tartária se ligava ao estuário do rio Amur e que este acidente geográfico era de facto um estreito, e não um golfo. O seu comprimento é de 56 km, e a largura mínima é de 7300 m, com profundidade média de 7,2 m.